# Микула (посадник)
Микула — новгородский посадник между 1088 и 1117 гг.

## Посадничество
Микула является восьмым Новгородским посадником, который управлял Новгородом при князе Мстиславе Владимировиче (1088—1117). Он мог посадничать предположительно в начале XII в. В Новгородской первой летописи младшего извода существует список новгородских посадников из 89 имён без датировки. Среди упоминаемых посадников записано и имя Микулы, по счёту стоит одиннадцатым. Под тринадцатым числом стоит в других списках — Новгородской четвёртой и Ермолинской летописях.

## На берестяной грамоте
В найденной Новгородской берестяной грамоте № 109 (датируемое 1096—1116 гг.), упоминается адресат Микула, к которому обращается Жизномир. В грамоте говорится о сделанной Микулою покупке рабыни в Пскове, за что был княгинею задержан Жизномир (компаньон Микулы). Но за него поручилась дружина, поэтому он был освобождён. Но предстояло разбирательство, так как, видимо, рабыня была кем—то украдена у княгини и продана в Пскове не ведавшим об этом злодеянии Микуле. Возможно, Жизномир перепродавал рабыню, тогда—то её и узнала княгиня как свою собственность, из—за чего и был схвачен Жизномир, княжеский дружинник. В. А. Буров увидел в адресате Жизномира посадника Микулу времени правления Мстислава Владимировича. Эта догадка была поддержана исследователями В. Л. Яниным, А. А. Зализняком и др.

## Семья
1. Микула
  1. Петрила Микульчич
  2. Константин Микульчич